# Wellnhopterus
Wellnhopterus („Wellnhoferovo křídlo“ – podle německého paleontologa Petera Wellnhofera) byl rod azdarchidního pterodaktyloidního ptakoještěra, který žil v období pozdní svrchní křídy na území dnešního Texasu v USA (geologické souvrství Javelina; Národní park Big Bend). Patrně se jednalo o jednoho z posledních žijících pterosaurů, který vyhynul při katastrofě na konci křídy před 66 miliony let.

## Objev a význam
Materiál typového jedince byl objeven již v březnu roku 1986 a dnes je označován jako TMM 42489-2. Jedná se o poněkud erodované fragmenty „zobákovitých“ čelistí. Později byly objeveny ještě další fosilní exempláře tohoto taxonu. V roce 2021 byl formálně popsán nový taxon Wellnhopterus brevirostris. Druhové jméno znamená „s krátkým rostrem/čenichem/rypcem“ a odkazuje k relativně krátkému a robustnímu zobáku tohoto pterosaura.

## Paleoekologie
Jednalo se o menšího ptakoještěra, jehož rozpětí křídel je odhadováno jen na zhruba 3 metry. Jeho zobákovité čelisti byly kratší a proporcionálně robustnější, než tomu bylo například u obřího rodu Quetzalcoatlus (více se v tomto směru podobal například obřímu rodu Hatzegopteryx z Rumunska). Je teoreticky možné, že i tito ptakoještěři dokázali urazit ohromné vzdálenosti. Například zástupci zmíněného rodu Quetzalcoatlus zvládli pravděpodobně přeletět v rozmezí 7 až 10 dní na vzdálenost kolem 16 000 kilometrů, a to jen s relativně malým výdejem energie.

## Zařazení

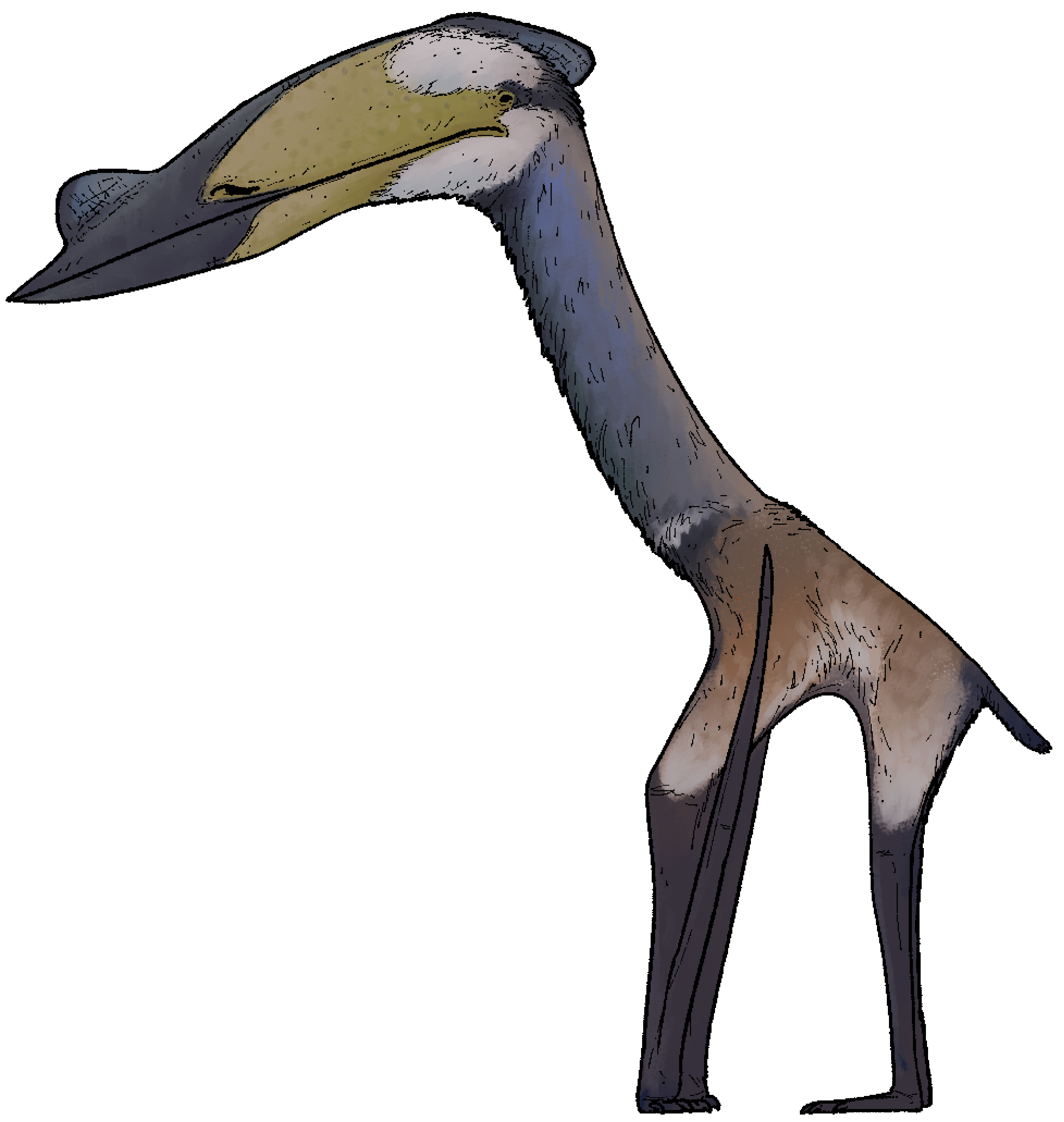
Přibližné vzezření zástupce druhu Wellnhopterus brevirostris

Wellnhopterus spadal pravděpodobně do čeledi Azhdarchidae. Mezi jeho nejbližší vývojové příbuzné patřily podle provedených fylogenetických analýz zejména rody Phosphatodraco a Aralazhdarcho, podle jiné zase rody Cryodrakon a Hatzegopteryx.